# Dipsochelys daudinii
Dipsochelys daudinii är en sköldpaddsart som beskrevs av  Constant Duméril och Gabriel Bibron 1835. Dipsochelys daudinii ingår i släktet Dipsochelys och familjen landsköldpaddor. Inga underarter finns listade i Catalogue of Life.
Enligt Reptile Database är populationen en underart till Aldabrasköldpaddan.